# Holdens herrgård

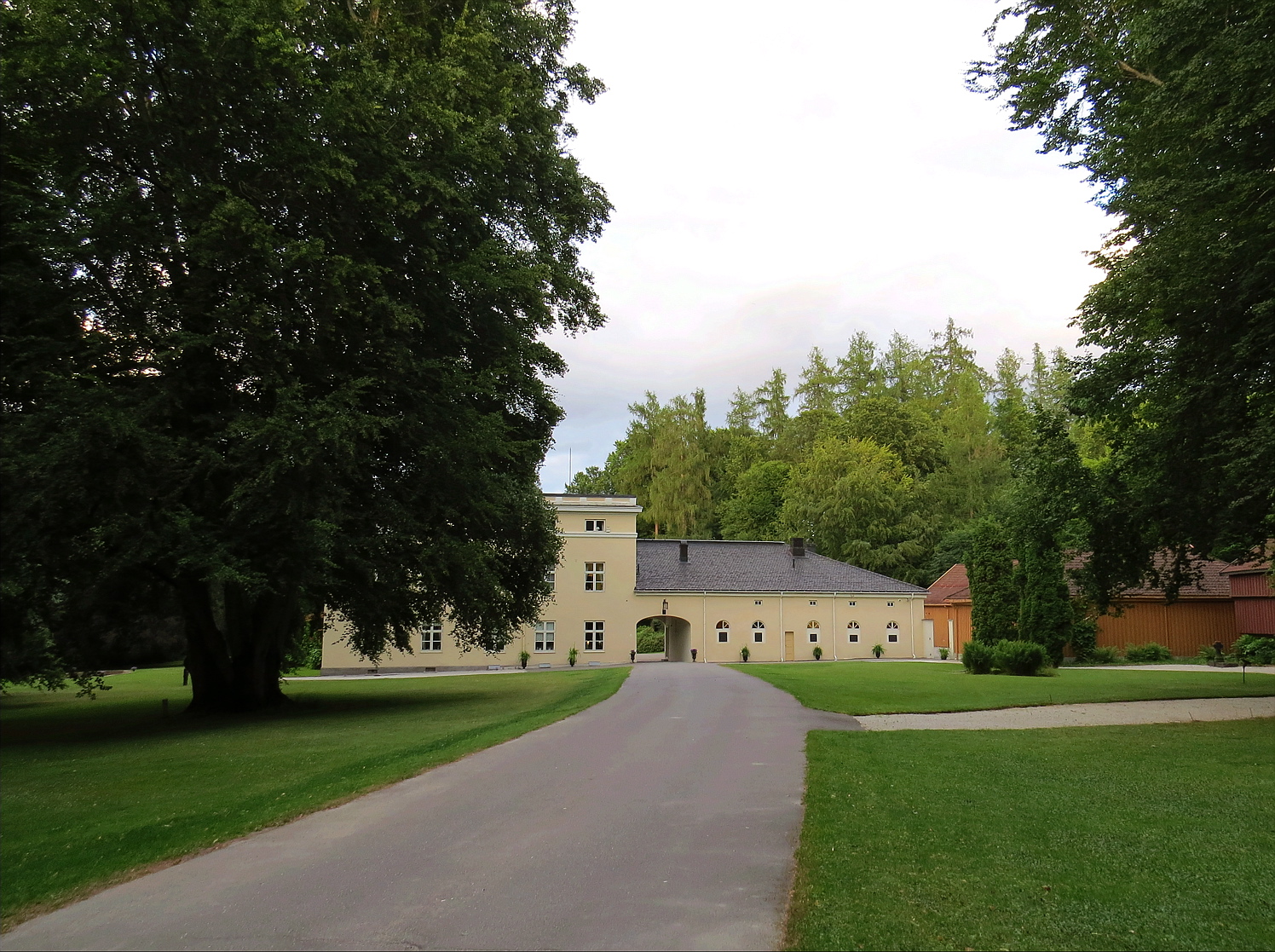
Infarten till Holdens herrgård, 2014

Holdens herrgård är en herrgård i Ulefoss i Nome kommun i Telemark. Herrgården ligger mitt i Ulefoss, med Ulefos jernværk och Eidselva mot norr och Holla kirke och Ulefoss centrum mot söder.
Herrgårdsbyggnaden blev byggnadsminne 1960 och den omgivande parken är ett naturreservat.

## Byggnaden
Herrgården ligger i en park i centrum av Ulefoss. Det var ursprungligen en lång och låg byggnad i slaggsten från omkring 1730. Den om- och tillbyggdes på 1850-talet under brukspatronen Severin Diderik Cappelen och efter ritningar av Hother Bøttger (1801–1857) i Skien. Herrgården fick då tre flyglar med infart i den sydvästra flygeln. Byggnaden öppnar sig österut mot parken och har där en stor terrass.

## Ägare
Riksamiralen Ove Gjedde grundade 1657 Holden Jernværk tillsammans med länsherren Preben von Ahnen. Släkten Løvenskiold ägde bruket från 1700-talets första hälft. Diderik von Cappelen (1795–1866) 1835 köpte egendomen av Eggert Løvenskiold (1788–1861.) Han köpte Holden tillsammans med Nicolai Benjamin Møller (1802–1860), vilken blev utlöst 1836. Från dess har herrgården kallats Holden, medan Ulefos Jernværk varit namnet på den industriella verksamheten.  
Ägare i familjen Cappelen har därefter varit: Severin Diderik Cappelen (1822–1881), kammarherren Diderik Cappelan (1856–1935), godsägaren H.S.D. Cappelen (1892–1980), civilingenjören Diderik Cappelen (1923–2017) och civilekonomen Carl Diderik Cappelen (född 1955), som i sjätte generationen är nuvarande ägare.